# Ba Vì, Quảng Ngãi
Ba Vì là một xã thuộc huyện Ba Tơ, tỉnh Quảng Ngãi, Việt Nam.
Xã Ba Vì có diện tích 43,55 km², dân số năm 1999 là 3379 người, mật độ dân số đạt 78 người/km².